# Ampułka (farmacja)

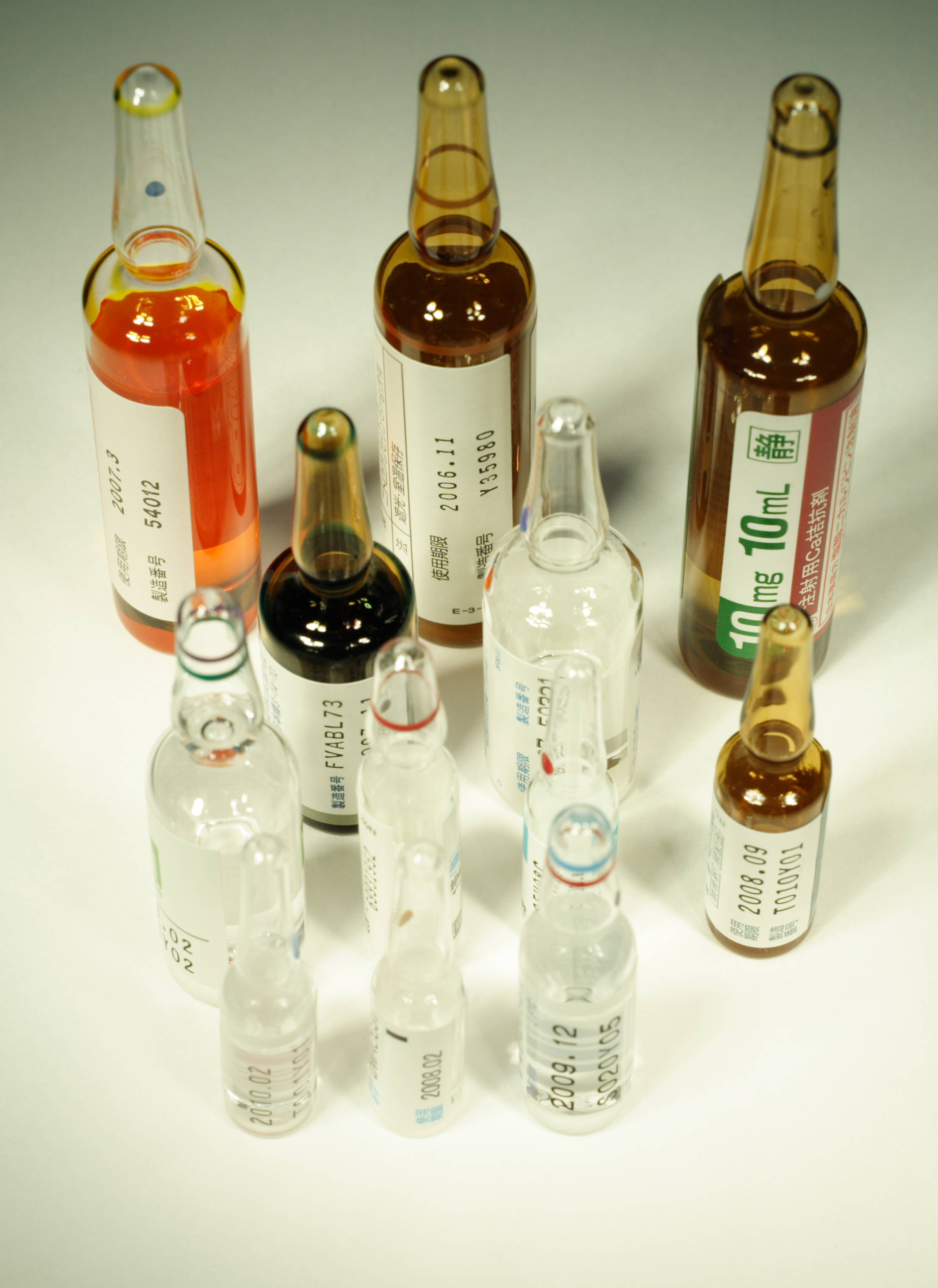
Ampułki

Ampułka (ac. Ampulla) – jednorazowy szklany pojemnik zapewniający po zatopieniu hermetyczne zamknięcie określonej dawki leku. Pojemność ampułek to zwykle 1–20 ml. Zawartość pobiera się za pomocą igły. Ampułki do dozowania substancji suchych, a także roztworów i zawiesin olejowych mają odpowiednio większą średnicę szyjki. Ampułki mogą być również produkowane w postaci ampułkostrzykawek do jednorazowego użytku, gotowych do natychmiastowego wstrzyknięcia.

## Otwieranie
W celu otwarcia ampułki należy ostrożnie postukać jej górną część, tak aby płyn w szyjce opadł do dolnej części pojemnika. Na szyjce ampułki często umieszcza się kolorową kropkę, pod którą szyjka została nacięta – wskazuje ona kierunek otwarcia. Jeśli jej brak, należy dokonać niewielkiego nacięcia w dolnej części szyjki przy pomocy specjalnego pilnika do szkła, a następnie ułamać szyjkę naciskając kciukiem w kierunku przeciwnym do nacięcia. Można owinąć ampułkę jałowym kompresem, aby uniknąć ewentualnego skaleczenia przy otwieraniu. Istnieją również dopasowane do ampułek nakładki z polimerów, chroniące palce.

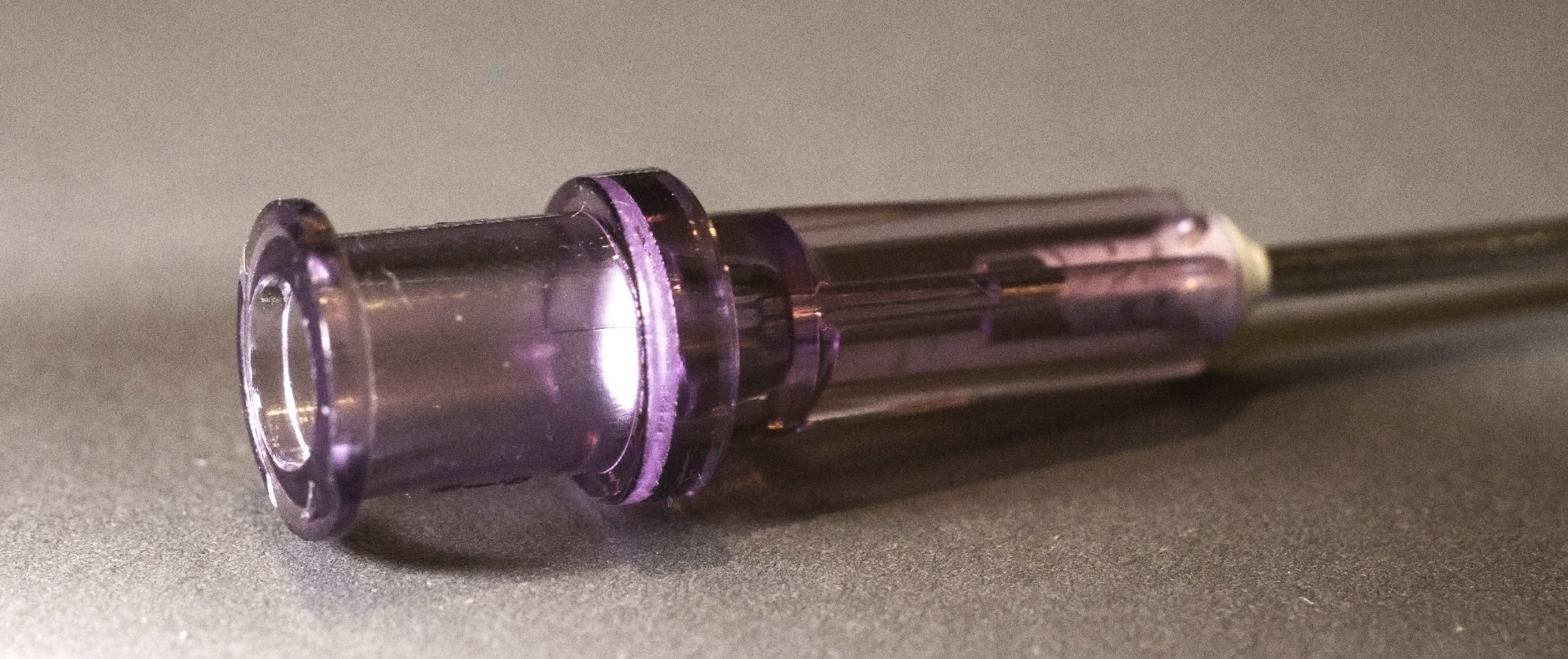
Nasadka igły do pobierania leku z ampułki, z wbudowanym filtrem

## Pobieranie leku
Igła powinna mieć wbudowany w nasadkę filtr, który zapobiega pobraniu z ampułki razem z lekiem drobin szkła, powstałych w wyniku otwarcia ampułki.